# Frankrig ved vinter-PL 2018
Frankrig deltog ved vinter-PL 2018 i Pyeongchang, Sydkorea i perioden 9.-18. marts 2018.

## Medaljer
| 2018 Pyeongchang | Guld | Sølv | Bronze | Total |
| Frankrig         | 7    | 8    | 5      | 20    |

### Medaljevindere
| Medalje | Navn                                             | Sport         | Event                               | Dato      |
| ------- | ------------------------------------------------ | ------------- | ----------------------------------- | --------- |
| Guld    | Marie Bochet                                     | Alpint skiløb | Kvindernes styrtløb, stående        | 10. marts |
| Guld    | Benjamin Daviet                                  | Skiskydning   | Mændenes 7.5 km, stående            | 10. marts |
| Guld    | Marie Bochet                                     | Alpint skiløb | Kvindernes super-G, stående         | 11. marts |
| Guld    | Benjamin Daviet                                  | Skiskydning   | Mændenes 12.5 km, stående           | 13. marts |
| Guld    | Marie Bochet                                     | Alpint skiløb | Kvindernes storslalom, stående      | 14. marts |
| Guld    | Marie Bochet                                     | Alpint skiløb | Kvindernes slalom, stående          | 18. marts |
| Guld    | Benjamin Daviet Anthony Chalençon Thomas Clarion | Langrend      | 4 x 2.5 km åben stafet              | 18. marts |
| Sølv    | Arthur Bauchet                                   | Alpint skiløb | Mændenes styrtløb, stående          | 10. marts |
| Sølv    | Arthur Bauchet                                   | Alpint skiløb | Mændenes Super-G, stående           | 11. marts |
| Sølv    | Benjamin Daviet                                  | Langrend      | Mændenes 20 km fri, stående         | 12. marts |
| Sølv    | Arthur Bauchet                                   | Alpint skiløb | Mændenes super kombineret, stående  | 13. marts |
| Sølv    | Frederic François                                | Alpint skiløb | Mændenes super kombineret, siddende | 13. marts |
| Sølv    | Benjamin Daviet                                  | Skiskydning   | Mændenes 15 km, stående             | 16. marts |
| Sølv    | Cécile Hernandez                                 | Snowboarding  | Kvindernes banked slalom SB-LL1     | 16. marts |
| Sølv    | Arthur Bauchet                                   | Alpint skiløb | Mændenes slalom, stående            | 17. marts |
| Bronze  | Frederic François                                | Alpint skiløb | Mændenes styrtløb, siddende         | 11. marts |
| Bronze  | Thomas Clarion Guide: Antoine Bollet             | Langrend      | Mændenes 20 km fri, synshæmmet      | 12. marts |
| Bronze  | Cécile Hernandez                                 | Snowboarding  | Kvindernes snowboard cross SB-LL1   | 12. marts |
| Bronze  | Anthony Chalençon Guide: Simon Valverde          | Skiskydning   | Mændenes 15 km, synshæmmet          | 16. marts |
| Bronze  | Frederic François                                | Alpint skiløb | Mændenes slalom, siddende           | 17. marts |